# In grazia di Dio
In grazia di Dio è un film del 2014 diretto da Edoardo Winspeare. Il film, girato in Salento (nella fattispecie nei pressi di Giuliano di Lecce), si caratterizza per il fatto che gli attori non sono professionisti, a partire dalle protagoniste femminili Celeste Casciaro e Laura Licchetta, moglie e figliastra dello stesso regista.

## Trama
Non c'è concorrenza con i cinesi, così una famiglia di fasonisti (i sarti che confezionano abiti per le aziende del Nord) è costretta a chiudere la propria fabbrica di fronte ai debiti e alla bancarotta. Mentre l'unico fratello cambia paese assieme alla sua famiglia, le due sorelle tornano dalla madre in campagna, una insegue le sue aspirazioni d'attrice e l'altra, che prima si occupava anche della gestione della fabbrica, per non essere sormontata dai debiti comincia a lavorare le proprie terre. La figlia di quest'ultima infine, non intende prendere la maturità e vive tutto con atteggiamento futile e superficiale, in contrasto con ogni cosa, anche nei riguardi dell'inaspettata storia d'amore della nonna vedova con un contadino.

## Produzione
Il film è una tipica produzione "fatta in casa", infatti si è privilegiato il pagamento tramite baratto per quanto riguarda le location e gli attori sono locali e non professionisti. Un'altra peculiarità è l'aspetto ecologico della produzione: rifiuto della plastica, l'uso di biciclette, i pernottamenti presso i set, gli avanzi dei pasti dati agli animali degli agricoltori limitrofi.

## Distribuzione
Il film è presentato alla 64ª edizione del Festival internazionale del cinema di Berlino (sezione Panorama), iniziata il 6 febbraio 2014.
Il film esce nelle sale cinematografiche italiane il 27 marzo 2014.

## Critica
Il film ha ricevuto apprezzamenti da Roberto Saviano tramite Facebook, che, oltre a osannarlo, ha invitato il pubblico ad andare a vederlo.
Anche l'attrice Iaia Forte ha pubblicamente apprezzato il film durante la puntata del 3 maggio 2014 del programma Rai Cinematografo di Gigi Marzullo.

## Riconoscimenti
- 2014 - Nastro d'argento
  - Nomination Regista del miglior film a Edoardo Winspeare
  - Nomination Migliore soggetto a Edoardo Winspeare e Alessandro Valenti
  - Nomination Migliore attrice protagonista a Celeste Casciaro
  - Nomination Migliore fotografia a Michele D'Attanasio
  - Nomination Miglior sonoro in presa diretta a Valentino Giannì
- 2014 - Globo d'oro
  - Gran Premio della Stampa Estera a Edoardo Winspeare
  - Nomination Miglior film a Edoardo Winspeare
  - Nomination Migliore attrice a Celeste Casciaro
  - Nomination Migliore fotografia a Michele D'Attanasio
- 2014 - Ciak d'oro
  - Nomination Bello & invisibile a Edoardo Winspeare
  - Nomination Migliore fotografia a Michele D'Attanasio
- 2014 - Premio Suso Cecchi d'Amico (Castiglioncello) per la sceneggiatura